# Tuyển dụng
Tuyển dụng là quy trình sàng lọc và tuyển chọn những người có đủ năng lực đáp ứng một công việc trong một tổ chức, công ty, hoặc một chương trình tự nguyện hay nhóm cộng đồng. Tại các công ty cỡ nhỏ, các lãnh đạo trực tiếp hoặc phòng nhân sự thường tham gia trực tiếp vào quá trình tuyển dụng. Trong khi đó, các công ty cỡ lớn có thể thuê ngoài một phần hoặc toàn bộ quy trình tuyển dụng cho các đơn vị làm dịch vụ nhân sự.
Thị trường tuyển dụng có 4 dạng đơn vị như sau: chính công ty/tổ chức có nhu cầu tuyển dụng đứng ra tuyển dụng, đơn vị dịch vụ tuyển dụng bên ngoài, các website đăng tin và tìm kiếm công việc, dịch vụ tìm kiếm nhân lực quản lý hay "săn đầu người" và tuyển dụng " dành riêng cho việc tuyển dụng nhân sự chuyên nghiệp và quản lý cấp cao. Thường thì các công ty hay thuê ngoài việc tìm nguồn tuyển dụng, chọn lọc hồ sơ và phỏng vấn ban đầu để từ đó đi vào phỏng vấn chính thức tại đơn vị có nhu cầu tuyển dụng.

## Quy trình

### Phân tích công việc
Bước khởi điểm đúng đắn nhất của tuyển dụng là thực hiện quá trình khảo sát công việc, để lập ra tài liệu mô tả về yêu cầu cho vị trí công việc hiện đang cần hoặc có dự định tuyển. Thông tin này được ghi nhận vào bản mô tả công việc và cung cấp cho quy trình tuyển dụng các mục tiêu và ranh giới của vị trí đó. Thông thường, trong bản mô tả công việc sẽ liệt kê mục tiêu công việc, trách nhiệm chính, trách nhiệm phụ, quyền hạn và yêu cầu về kiến thức, kỹ năng cho một vị trí. Đây cũng là cơ sở quan trọng để đánh giá thành tích trong quá trình làm việc. Các bản mô tả công việc cần phải được xem xét và điều chỉnh thường xuyên để phù hợp với các thay đổi trong công việc của một người.

### Tìm nguồn
Tìm nguồn là các công việc liên quan đến 1) quảng cáo, phần thường gặp của quy trình tuyển dụng, bao gồm một hay nhiều kênh thông tin qua các phương tiện đại chúng như báo chí, internet, tạp chí,... hoặc dựa vào thông tin của trung tâm việc làm, hội chợ việc làm,công ty dịch vụ nhân lực, v.v... và 2) nghiên cứu tuyển dụng, là những hành động chủ động của công ty để nhận diện và loại bỏ trước những ứng viên không phù hợp với vị trí tuyển dụng và đưa ra kết quả là danh sách những ứng viên còn lại để tiếp tục liên hệ và thực hiện bước sàng lọc và tuyển dụng chính thức.

### Sàng lọc và tuyển dụng
Thực hiện đánh giá các kiến thức đã được đào tạo, kinh nghiệm làm việc thông qua lý lịch công tác và thư xin việc, phỏng vấn và làm các bài tập để đánh giá các kỹ năng, ví dụ như giao tiếp,xử lý vấn đề, kỹ năng sử dụng máy vi tính; và đánh giá thái độ thông qua buổi phỏng vấn và các tình huống khác nhau.
Ở một số quốc gia, việc đưa ra các yêu cầu công bằng trong tuyển dụng (như cấm phân biệt giới tính hoặc xu hướng giới tính, màu da, khuyết tật, tôn giáo...) là yêu cầu bắt buộc.
Khi tuyển dụng đại trà, các công ty cũng có thể sử dụng các bài trắc nghiệm hàng loạt hoặc các phần mềm có các bài kiểm tra để sàng lọc ứng viên.
Khi có kết quả tuyển dụng, dù đạt hay không đạt, các ứng viên cũng nên được thông báo về kết quả để duy trì quan hệ tốt đẹp giữa bên tuyển dụng và bên dự tuyển. Có thể lần khác ứng viên không đạt sẽ có công việc phù hợp tại một vị trí trong đợt tuyển dụng khác.

### Hội nhập
"Hội nhập" là từ để mô tả giai đoạn giới thiệu và làm quen mà công ty thực hiện cho người mới được tuyển dụng. Một giai đoạn giới thiệu được thực hiện tốt sẽ giúp nhân viên mới tham gia vào công việc nhanh chóng và thực sự hội nhập được với môi trường làm việc mới. Việc này có thể được thực hiện trong khoảng thời gian từ 1 tuần đầu đến 6 tháng sau khi gia nhập. Không chỉ thực hiện đối với nhân viên mới, đôi khi các công ty vẫn có các chương trình giới thiệu lại thông tin của công ty về các thành tích đạt được, các thay đổi trong kinh doanh... nhằm mục đích giữ gìn các nhân viên đang làm việc.

### Dịch vụ tuyển dụng
Bên cạnh việc tuyển dụng được thực hiện bởi chính bản thân công ty, hiện nay, các công ty lớn có khuynh hướng tìm đến các dịch vụ tuyển dụng nhằm giúp cho quá trình tìm kiếm nhân viên được diễn ra nhanh hơn và đạt kết quả tốt hơn. Dịch vu tuyển dụng của các công ty nhân sự thường hỗ trợ các công ty tìm đúng người có khả năng cho vị trí tuyển dụng.